# SK 와이번스의 기록
이 문서는 SK 와이번스의 여러 가지 기록들을 수록한 문서이다.

## 팀 성적
| 연도 | 순위                    | 게임수 | 승   | 무 | 패   | 승률  | 비고                          |
| ---- | ----------------------- | ------ | ---- | -- | ---- | ----- | ----------------------------- |
| 2000 | 매직리그 4위 (전체 8위) | 133    | 44   | 3  | 86   | 0.338 |                               |
| 2001 | 종합 7위                | 133    | 60   | 2  | 71   | 0.458 |                               |
| 2002 | 종합 6위                | 133    | 61   | 3  | 69   | 0.469 |                               |
| 2003 | 정규 4위 / 종합 2위     | 133    | 66   | 3  | 64   | 0.508 | 한국시리즈 준우승 (3-4, 현대) |
| 2004 | 종합 5위                | 133    | 61   | 8  | 64   | 0.488 |                               |
| 2005 | 정규 3위 / 종합 4위     | 126    | 70   | 6  | 50   | 0.583 | 준플레이오프 탈락 (2-3, 한화) |
| 2006 | 종합 6위                | 126    | 60   | 1  | 65   | 0.480 |                               |
| 2007 | 정규 1위 / 종합 1위     | 126    | 73   | 5  | 48   | 0.603 | 한국시리즈 우승 (4-2, 두산)   |
| 2008 | 정규 1위 / 종합 1위     | 126    | 83   | 0  | 43   | 0.659 | 한국시리즈 우승 (4-1, 두산)   |
| 2009 | 정규 2위 / 종합 2위     | 133    | 80   | 6  | 47   | 0.602 | 한국시리즈 준우승 (3-4, KIA)  |
| 2010 | 정규 1위 / 종합 1위     | 133    | 84   | 2  | 47   | 0.630 | 한국시리즈 우승 (4-0, 삼성)   |
| 2011 | 정규 3위 / 종합 2위     | 133    | 71   | 3  | 59   | 0.546 | 한국시리즈 준우승 (1-4, 삼성) |
| 2012 | 정규 2위 / 종합 2위     | 133    | 71   | 3  | 59   | 0.546 | 한국시리즈 준우승 (2-4, 삼성) |
| 2013 | 정규 6위 / 종합 6위     | 128    | 62   | 3  | 63   | 0.496 |                               |
| 2014 | 정규 5위 / 종합 5위     | 128    | 61   | 2  | 65   | 0.484 |                               |
| 2015 | 정규 5위 / 종합 5위     | 144    | 69   | 2  | 73   | 0.486 | 와일드카드 탈락 (0-1, 넥센)   |
| 2016 | 정규 6위 / 종합 6위     | 144    | 69   | 0  | 75   | 0.479 |                               |
| 2017 | 정규 5위 / 종합 5위     | 144    | 75   | 1  | 68   | 0.524 | 와일드카드 탈락 (0-1, NC)     |
| 2018 | 정규 2위 / 종합 1위     | 144    | 78   | 1  | 65   | 0.545 | 한국시리즈 우승 (4-2, 두산)   |
| 2019 | 정규 2위 / 종합 3위     | 144    | 88   | 1  | 55   | 0.615 | 플레이오프 탈락 (0-3, 키움)   |
| 2020 | 정규 9위 / 종합 9위     | 144    | 51   | 1  | 92   | 0.357 |                               |
| 총계 |                         | 2755   | 1437 | 56 | 1331 |       | 한국시리즈 통산 4회 우승      |

### 역대 포스트시즌 성적
| 연도 | 경기명       | 상대팀        | 승 | 무 | 패 | 결과              |
| ---- | ------------ | ------------- | -- | -- | -- | ----------------- |
| 2003 | 준플레이오프 | 삼성 라이온즈 | 2  | 0  | 0  | 플레이오프 진출   |
| 2003 | 플레이오프   | KIA 타이거즈  | 3  | 0  | 0  | 한국시리즈 진출   |
| 2003 | 한국시리즈   | 현대 유니콘스 | 3  | 0  | 4  | 한국시리즈 준우승 |
| 2005 | 준플레이오프 | 한화 이글스   | 2  | 0  | 3  | 준플레이오프 탈락 |
| 2007 | 한국시리즈   | 두산 베어스   | 4  | 0  | 2  | 한국시리즈 우승   |
| 2008 | 한국시리즈   | 두산 베어스   | 4  | 0  | 1  | 한국시리즈 우승   |
| 2009 | 플레이오프   | 두산 베어스   | 3  | 0  | 2  | 한국시리즈 진출   |
| 2009 | 한국시리즈   | KIA 타이거즈  | 3  | 0  | 4  | 한국시리즈 준우승 |
| 2010 | 한국시리즈   | 삼성 라이온즈 | 4  | 0  | 0  | 한국시리즈 우승   |
| 2011 | 준플레이오프 | KIA 타이거즈  | 3  | 0  | 1  | 플레이오프 진출   |
| 2011 | 플레이오프   | 롯데 자이언츠 | 3  | 0  | 2  | 한국시리즈 진출   |
| 2011 | 한국시리즈   | 삼성 라이온즈 | 1  | 0  | 4  | 한국시리즈 준우승 |
| 2012 | 플레이오프   | 롯데 자이언츠 | 3  | 0  | 2  | 한국시리즈 진출   |
| 2012 | 한국시리즈   | 삼성 라이온즈 | 2  | 0  | 4  | 한국시리즈 준우승 |
| 2015 | 와일드카드   | 넥센 히어로즈 | 0  | 0  | 1  | 와일드카드 탈락   |
| 2017 | 와일드카드   | NC 다이노스   | 0  | 0  | 1  | 와일드카드 탈락   |
| 2018 | 플레이오프   | 넥센 히어로즈 | 3  | 0  | 2  | 한국시리즈 진출   |
| 2018 | 한국시리즈   | 두산 베어스   | 4  | 0  | 2  | 한국시리즈 우승   |
| 2019 | 플레이오프   | 키움 히어로즈 | 0  | 0  | 3  | 플레이오프 탈락   |
| 계   |              |               | 47 | 0  | 38 | 승률 0.553        |

### 팀 기록
- 페넌트레이스 1위

3회 (2007년, 2008년, 2010년)
- 한국시리즈 우승

4회 (2007년, 2008년, 2010년, 2018년)
- 최하위 횟수

1회 (2000년)
- 최다승 84승 (2010년)

126경기 체제 최다승 1위, 역대 정규시즌 최다승 2위
- 최다패

86패 (2000년)
- 최다 무승부

8회 (2004년)
- 최고 승률 0.659 (2008년)
- 최저 승률 0.338 (2000년)
- 팀 최다 득점

21점 (2010년 5월 1일 문학 LG전, 2010년 5월 11일 사직 롯데전)
- 한 시즌 최다 연승

19연승 (2009년 8월 25일 - 2009년 9월 26일, 종전 1986 시즌 삼성 라이온즈의 16연승 기록 경신 및 아시아 프로야구 최다 연승)
- 팀 최다 연승

22연승 (2009년 8월 25일 - 2009년 9월 26일, 2010년 3월 27일 - 2010년 3월 30일)

| 연승   | 연승            | 일자            | 장소        | 상대 팀       | 스코어 | 결과   | 승리 투수 |
| ------ | --------------- | --------------- | ----------- | ------------- | ------ | ------ | --------- |
| 22연승 | 19연승          | 2009년 8월 25일 | 문학        | 두산 베어스   | 3-2    | 승     | 윤길현    |
| 22연승 | 19연승          | 2009년 8월 26일 | 문학        | 두산 베어스   | 7-2    | 승     | 카도쿠라  |
| 22연승 | 19연승          | 2009년 8월 27일 | 대구        | 삼성 라이온즈 | 6-4    | 승     | 윤길현    |
| 22연승 | 19연승          | 2009년 8월 28일 | 대구        | 삼성 라이온즈 | 6-2    | 승     | 고효준    |
| 22연승 | 19연승          | 2009년 8월 29일 | 대구        | 삼성 라이온즈 | 3-1    | 승     | 글로버    |
| 22연승 | 19연승          | 2009년 9월 1일  | 목동        | 히어로즈      | 6-3    | 승     | 카도쿠라  |
| 22연승 | 19연승          | 2009년 9월 3일  | 잠실        | 두산 베어스   | 11-5   | 승     | 윤길현    |
| 22연승 | 19연승          | 2009년 9월 5일  | 문학        | 롯데 자이언츠 | 2-1    | 승     | 글로버    |
| 22연승 | 19연승          | 2009년 9월 6일  | 문학        | 롯데 자이언츠 | 7-5    | 승     | 이승호    |
| 22연승 | 19연승          | 2009년 9월 8일  | 광주        | KIA 타이거즈  | 16-3   | 승     | 이승호    |
| 22연승 | 19연승          | 2009년 9월 9일  | 광주        | KIA 타이거즈  | 3-1    | 승     | 고효준    |
| 22연승 | 19연승          | 2009년 9월 12일 | 문학        | LG 트윈스     | 6-3    | 승     | 글로버    |
| 22연승 | 19연승          | 2009년 9월 15일 | 잠실        | LG 트윈스     | 8-5    | 승     | 전병두    |
| 22연승 | 19연승          | 2009년 9월 16일 | 잠실        | LG 트윈스     | 2-2    | 무     | -         |
| 22연승 | 19연승          | 2009년 9월 19일 | 문학        | 한화 이글스   | 12-1   | 승     | 글로버    |
| 22연승 | 19연승          | 2009년 9월 20일 | 문학        | 한화 이글스   | 11-3   | 승     | 카도쿠라  |
| 22연승 | 19연승          | 2009년 9월 22일 | 문학        | 삼성 라이온즈 | 6-1    | 승     | 고효준    |
| 22연승 | 19연승          | 2009년 9월 23일 | 문학        | 삼성 라이온즈 | 7-4    | 승     | 윤길현    |
| 22연승 | 19연승          | 2009년 9월 25일 | 문학        | 두산 베어스   | 8-4    | 승     | 정우람    |
| 22연승 | 19연승          | 2009년 9월 26일 | 문학        | 두산 베어스   | 6-2    | 승     | 글로버    |
| 22연승 |                 | 2010년 3월 27일 | 문학        | 한화 이글스   | 3-2    | 승     | 카도쿠라  |
| 22연승 | 2010년 3월 28일 | 문학            | 한화 이글스 | 6-3           | 승     | 정우람 |           |
| 22연승 | 2010년 3월 30일 | 잠실            | LG 트윈스   | 3-0           | 승     | 송은범 |           |
| 16연승 | 16연승          | 2010년 4월 14일 | 대전        | 한화 이글스   | 6-1    | 승     | 글로버    |
| 16연승 | 16연승          | 2010년 4월 15일 | 대전        | 한화 이글스   | 10-3   | 승     | 카도쿠라  |
| 16연승 | 16연승          | 2010년 4월 16일 | 문학        | 삼성 라이온즈 | 7-2    | 승     | 송은범    |
| 16연승 | 16연승          | 2010년 4월 17일 | 문학        | 삼성 라이온즈 | 4-3    | 승     | 엄정욱    |
| 16연승 | 16연승          | 2010년 4월 18일 | 문학        | 삼성 라이온즈 | 12-1   | 승     | 김광현    |
| 16연승 | 16연승          | 2010년 4월 20일 | 잠실        | 두산 베어스   | 3-2    | 승     | 정우람    |
| 16연승 | 16연승          | 2010년 4월 22일 | 잠실        | 두산 베어스   | 9-6    | 승     | 카도쿠라  |
| 16연승 | 16연승          | 2010년 4월 23일 | 문학        | 롯데 자이언츠 | 9-7    | 승     | 송은범    |
| 16연승 | 16연승          | 2010년 4월 24일 | 문학        | 롯데 자이언츠 | 2-1    | 승     | 김광현    |
| 16연승 | 16연승          | 2010년 4월 25일 | 문학        | 롯데 자이언츠 | 14-4   | 승     | 글로버    |
| 16연승 | 16연승          | 2010년 4월 27일 | 광주        | KIA 타이거즈  | 4-0    | 승     | 카도쿠라  |
| 16연승 | 16연승          | 2010년 4월 29일 | 광주        | KIA 타이거즈  | 3-0    | 승     | 김광현    |
| 16연승 | 16연승          | 2010년 4월 30일 | 문학        | LG 트윈스     | 5-4    | 승     | 고효준    |
| 16연승 | 16연승          | 2010년 5월 1일  | 문학        | LG 트윈스     | 21-3   | 승     | 글로버    |
| 16연승 | 16연승          | 2010년 5월 2일  | 문학        | LG 트윈스     | 6-5    | 승     | 이승호    |
| 16연승 | 16연승          | 2010년 5월 4일  | 문학        | 넥센 히어로즈 | 3-0    | 승     | 카도쿠라  |
- SK, 역대 플레이오프 한 경기 팀 최다 홈런 기록 경신 - 6개 (종전 기록 4개)
- SK, 역대 포스트 시즌 한 경기 팀 최다 루타 기록 경신 - 41루타 (종전 기록 - 1988년 한국시리즈 빙그레 이글스의 해태 타이거즈 상대로 38루타 기록)
- SK, 역대 포스트 시즌 최다 점수차 승리 - 11점차 (종전 기록 - 1989년 포스트 시즌 해태 타이거즈가 태평양 돌핀스 상대로 9점차 승리)
- SK, 포스트 시즌 통산 18번째 백투백 홈런 (플레이오프 통산 세 번째) - 5회말 박재상, 정상호
- SK, 포스트 시즌 통산 12번째 선발 전원 안타 (플레이오프 통산 세 번째)
- SK, 플레이오프 통산 두 번째 2패후 3연승으로 한국시리즈 진출
- SK, 포스트 시즌 통산 6번째 4연승으로 한국시리즈 우승
- SK, 역대 한국시리즈 한경기 팀 최다 탈삼진 신기록(16K)
- SK, 역대 한국시리즈 최초 동명이인 승리/세이브투수 - 이승호(20, 37)
- SK, 한국시리즈 통산 2번째 선발승 없이 구원승으로 우승
- SK, 프로야구 최초 한국시리즈 6년 연속 진출

#### 전반 기록
- 한국시리즈 연속 진출 기록

6회 (2007년~2012년, 종전 기록 : 해태 타이거즈 4회 (1986년~1989년))
- 5시간 이상 경기

2009년 5월 12일. 잠실 LG전. 12이닝 16:10 승리. 5시간 39분. 역대 4번째 최장 시간
2008년 5월 20일. 제주 히어로즈전. 11이닝 9:10 승리. 5시간 13분. 역대 13번째 최장 시간
2007년 6월 1일. 문학 현대전. 12이닝 5:4 패. 5시간 10분. 역대 16번째 최장 시간
2008년 6월 29일. 문학 한화전. 15이닝 1:2 승리. 5시간 9분. 역대 18번째 최장 시간
- 9회 최장 시간 경기

2003년 8월 19일. 대구 삼성전. DH2. 17:12 승리. 4시간 37분. 역대 3번째 최장 시간
2003년 8월 1일. 대전 한화전. 10:7 승리. 4시간 25분. 역대 14번째 최장 시간
- 15회 이상 연장전 경기

2008년 6월 29일. 문학 한화전. 15이닝. 1:2 승리. 프로 통산 13번째
- 무득점 무승부(0:0) 경기

2005년 4월 29일. 문학 두산전. 12이닝. 프로 통산 15번째
- 최다 득점 무승부 경기

2004년 5월 1일. 수원 현대전. 9이닝. 10:10 무승부
- 누의 공과

송재익 (당시 SK. 2001년 5월 25일. 잠실 LG전). 프로 통산 18번째
송재익 (당시 SK. 2004년 7월 23일. 문학 KIA전). 프로 통산 21번째
조동화 (2007년 7월 14일. 문학 두산전). 프로 통산 23번째
- 은퇴식 거행 선수 리스트

김성래 (2000년 8월 13일. 인천 LG전)
김경기 (2002년 4월 9일. 문학 SK전)
최태원 (2004년 4월 4일. 문학 LG전)
김기태 (2006년 4월 8일. 문학 현대전)
김재현 (2011년 10월 1일, 문학 삼성전)
박재홍 (2013년 5월 18일, 문학 롯데전)
박경완 (2014년 4월 5일, 문학 한화전)
박재상 (2017년 9월 9일, 문학 넥센전)
조동화 (2018년 9월 8일, 문학 두산전)
- 선발타자 전원득점 · 전원안타

2002년 4월 24일. 청주 한화전. 프로 통산 26번째
2002년 10월 18일. 문학 두산전. 프로 통산 30번째
2007년 4월 29일. 문학 LG전. 프로 통산 38번째
- 선발타자 전원득점

2002년 4월 24일. 청주 한화전. 프로 통산 66번째
2002년 10월 18일. 문학 두산전. 프로 통산 70번째
2007년 4월 29일. 문학 LG전. 프로 통산 87번째
- 팀 무잔루 경기

2001년 9월 6일. 인천 KIA전. 프로 통산 19번째
2004년 5월 11일. 문학 LG전. 프로 통산 23번째
2005년 6월 25일. 문학 삼성전. 프로 통산 24번째
2007년 6월 3일. 문학 현대전. 프로 통산 26번째
- 팀 최다 연승

* 19연승
2009년 8월 25일. 문학 두산전 - 2009년 9월 26일. 문학 두산전. 진행 중
* 11연승
2007년 6월 19일. 사직 롯데전 - 2007년 7월 3일. 대구 삼성전
* 10연승
2005년 7월 30일 문학 현대전 - 2005년 8월 13일 잠실 두산전
- 개막전 이후 팀 연승 · 연패

* 2연승
2001년 4월 5일. 인천 LG전 - 2001년 4월 6일. 인천 LG전
2006년 4월 8일. 문학 현대전 - 2006년 4월 9일. 문학 현대전
* 2연패
2002년 4월 5일 수원 현대전 - 2002년 4월 7일. 수원 현대전. DH1
- 연도별 월 최다 승리

* 2002년
7월 11승
* 2003년
5월 18승
* 2004년
7월 11승
* 2005년
6월 15승. 7월 15승. 8월 15승
* 2006년
4월 12승
* 2007년
4월 12승. 6월 17승. 7월 11승. 10월 3승
* 2008년
4월 19승. 6월 19승. 9월 18승
* 2009년
4월 14승. 9월 14승
* 2010년
4월 18승
- 월간 최다승

19승 (2008년 4월, 2008년 6월). 프로 통산 8번째, 9번째. 프로 최초 월간 19승 두 번
- 연도별 최소 경기 팀 10승

2006년 4월 27일. 15경기. 10승 5패. 0.667
2007년 4월 25일. 16경기. 10승 4패 2무 0.714
2009년 4월 22일. 16경기. 10승 4패 2무 0.625
- 연도별 최소 경기 팀 20승

2007년 5월 18일. 34경기. 20승 12패 2무 0.625
2008년 4월 29일. 25경기. 20승 5패 0.800
최소 경기 팀 20승 타이 기록. 프로 통산 2번째
2009년 5월 10일. 32경기. 20승 8패 4무 0.625
2010년 4월 29일. 25경기. 20승 5패 0.800
- 연도별 최소 경기 팀 30승

2003년 6월 1일. 48경기. 30승 17패 1무 0.638
2008년 5월 21일. 43경기. 30승 13패 0.698
2009년 5월 31일. 50경기. 30승 16패 4무 0.600
- 연도별 최소 경기 팀 40승

2003년 6월 20일. 61경기. 40승 20패 1무 0.667
2007년 6월 30일. 70경기. 40승 25패 5무 0.615
2008년 6월 11일. 58경기. 40승 18패 0.690
2009년 6월 23일. 69경기. 40승 25패 4무. 0.580
- 연도별 최소 경기 팀 50승

2007년 7월 27일. 87경기. 50승 32패 5무 0.610
2008년 6월 26일. 70경기. 50승 20패 0.714.프로 통산 역대 2위
2009년 7월 23일. 91경기. 50승 36패 5무 0.549
- 연도별 최소 경기 팀 60승

2007년 8월 22일. 104경기. 60승 39패 5무 0.606
2008년 8월 26일. 92경기. 60승 32패 0.652
2010년 7월 20일. 86경기. 60승 26패 0.698. 프로 통산 신기록
- 연도별 최소 경기 팀 70승

2007년 9월 28일. 121경기. 70승 46패 5무 0.603
2008년 9월 11일. 106경기. 70승 36패 0.660
- 연도별 최소 경기 팀 80승

2008년 9월 27일. 119경기. 80승 39패 0.672. 프로 통산 9번째. 프로 통산 역대 2위
- 강우 콜드 게임

2003년 7월 19일. 광주 KIA전. 6이닝 6:4 패. 프로 통산 30번째
2005년 7월 8일. 문학 LG전. 11이닝 6:6 무승부. 프로 통산 38번째
2007년 8월 12일. 문학 한화전. 5이닝 0:2 패. 프로 통산 46번째
2009년 6월 9일. 문학 삼성전. 7이닝 3:5 패. 프로 통산 56번째
- 노게임

2000년 8월 18일. 인천 한화전. 2회초 1:0. 프로 통산 41번째
2004년 6월 22일 문학 두산전. 4회초 3:6. 프로 통산 52번째
2005년 5월 17일. 잠실 두산전. 1회말 0:0. 프로통산 55번째. 시작 9분 만에 노게임
2006년 6월 29일. 문학 한화전. 2회말 0:2. 프로통산 62번째
2006년 7월 20일. 잠실 LG전. 1회말 0:0. 프로통산 65번째
2007년 8월 15일. 문학 삼성전. 1회말 0:0. 프로통산 72번째
- 포스트시즌 노게임

2009년 10월 13일. 문학 두산전. PO 5차전. 2회초 1:0. 포스트시즌 2호 노게임
- 구장별 최소 관중

문학 665명. 2002년 10월 14일. 한화전
- 무박 2일 경기

2009년 5월 12일 - 5월 13일. 잠실 LG전. 5시간 39분. 12이닝 16:10 승. 프로 통산 3번째

### 팀 개인 기록

#### 투수 기록
- 500경기 출장

조웅천 (2003년 6월 25일. 문학 두산전. DH1). 프로 통산 4번째. 32세 3개월 8일
김원형 (2008년 7월 3일. 잠실 LG전). 프로 통산 16번째. 35세 11개월 28일
- 600경기 출장

김정수 (당시 SK. 2003년 10월 2일. 문학 KIA전). 프로 통산 2번째. 40세 2개월 13일
조웅천 (2005년 4월 24일. 사직 롯데전). 프로 통산 3번째. 34세 1개월 7일
- 700경기 출장

조웅천 (2007년 4월 19일. 문학 KIA전). 프로 통산 1번째. 36세 1개월 2일
가득염 (2007년 8월 30일. 수원 현대전). 프로 통산 2번째. 37세 10개월 29일
- 800경기 출장

조웅천 (2008년 8월 27일. 문학 두산전). 프로 통산 1번째. 37세 5개월 10일
- 13년 연속 시즌 50경기 출장

조웅천 (1996년 - 2008년. 2008년 9월 11일 광주 KIA전). 프로 통산 1번째
- 100승

김원형 (2005년 4월 28일. 광주 KIA전). 프로 통산 16번째(당시 81선발승)
김광현 (2016년 4월 24일, 인천 NC전). 프로 통산 26번째(당시 99선발승)
- 100선발승

김상진 (2002년 7월 25일, 잠실 두산전). 프로 통산 7번째
김원형 (2008년 4월 24일, 문학 롯데전). 프로 통산 9번째
김광현 (2016년 4월 30일, 고척 넥센전). 프로 통산 14번째
- 통산 다승 순위

김원형 (1991년 - ). 542경기 134승 144패. 프로 통산 5위. 현역 1위
- 통산 선발승 순위

김광현 (2008년 -) . 276경기 134선발승. 프로 통산 4위.
김상진 (1991년 -) . 267경기 105선발승. 프로 통산 15위.
김원형 (1991년 -). 317경기 100선발승. 프로 통산 18위.
- 150 세이브

조규제 (당시 SK. 2002년 8월 16일. 문학 롯데전). 프로 통산 3번째. 34세 10개월 9일. 최고령 기록
- 2000이닝 투구

김원형 (2007년 4월 21일. 문학 한화전). 프로 통산 5번째. 34세 9개월 16일. 현역 1위
- 1000 탈삼진

김원형 (2004년 8월 13일. 문학 한화전). 프로 통산 17번째. 32세 1개월 8일
- 최소 투구(1구) 세이브

카브레라 (당시 SK. 2006년 8월 15일. 문학 한화전). 프로 통산 27번째
얀 (당시 SK. 2008년 9월 27일. 목동 히어로즈전). 프로 통산 31번째
- 무사사구 완봉승

채병용 (2002년 5월 17일. 마산 롯데전). 프로 통산 101번째
신승현 (2005년 8월 3일. 대구 삼성전). 프로 통산 105번째
- 1피안타 경기

엄정욱 (2004년 7월 25일. 문학 KIA전. 0:1 승리). 프로 통산 43번째
- 2피안타 경기

김원형 (2001년 8월 12일. 대구 삼성전. 1:4 승리). 프로 통산 118번째
채병용 (2002년 6월 27일. 수원 현대전. 0:5 승리). 프로 통산 122번째
- 200이닝 - 200탈삼진

에르난데스 (당시 SK. 인천 현대전). 프로 통산 9번째. 최종 성적 233 2/3이닝 - 215탈삼진
- 통산 최다 선발 출장 (2009시즌 까지)

김원형. 19시즌 317경기. 프로 통산 역대 3위. 현역 1위
김상진 (은퇴시 SK). 13시즌 267경기. 프로 통산 역대 7위
김정수 (은퇴시 SK). 18시즌 185경기. 프로 통산 역대 26위
- 시즌 최다 선발 등판

2001년 에르난데스 (당시 SK). 34경기
- 투수 안타 기록

가득염 (2008년 5월 27일. 광주 KIA전). 7회말 등판. 1타수 1안타. 상대 투수 KIA 유동훈
- 매 이닝 탈삼진

엄정욱 (2004년 7월 25일. 문학 KIA전). 프로 통산 14번째. 9이닝 14탈삼진 완봉승
- 선발타자 전원 탈삼진

이승호 (2002년 5월 22일. 문학 현대전). 프로 통산 17번째
이승호 (2002년 6월 5일. 인천 롯데전). 프로 통산 19번째
전병두 (2009년 5월 23일 문학 두산전). 프로 통산 22번째
- 선발 최다 연승

김광현. 13연승 (2008년 8월 28일 문학 두산전 - 2009년 6월 2일 문학 롯데전)
송은범. 10연승 (2009년 4월 11일 목동 히어로즈전 - 2009년 6월 28일 문학 LG전)
- 개인투수 최다 연승

김광현. 13연승 (2008년 8월 28일 문학 두산전 - 2009년 6월 2일 문학 롯데전)
제춘모. 10연승 (2002년 9월 15일 사직 롯데전 - 2003년 7월 4일 문학 롯데전)
송은범. 10연승 (2009년 4월 11일 목동 히어로즈전 - 2009년 6월 28일 문학 LG전)
- 홈경기 연승

김광현. 13연승. (2008년 6월 12일 문학 LG전 - 2009년 6월 27일 문학 LG전)
- 더블헤더 1승 1패 투수

채병용 (2003년 8월 19일 대구 삼성전). DH1 구원패. DH2 구원승. 프로 통산 3번째
- 한 시즌 최다 완봉승

2002년 채병용 외 2명. 2번
2003년 이승호 외 1명. 2번
2005년 신승현. 2번
- 통산 최다 시즌 10승

김상진. 통산 8시즌. 프로 통산 역대 4위
박정현 (은퇴시 SK). 통산 4시즌
김원형. 통산 4시즌
- 연도별 10승 이상 투수

2000년 이승호 10승
2001년 에르난데스 (당시 SK) 14승. 이승호 14승
2003년 제춘모 10승
2004년 이승호 15승
2005년 김원형 14승. 신승현 12승
2007년 레이번 (당시 SK) 17승. 로마노 (당시 SK) 12승. 채병용 11승
2008년 김광현 16승. 김원형 12승. 채병용 10승
2009년 김광현 12승. 송은범 12승. 고효준 11승
- 전구단 상대 승리투수

2007년 레이번 (당시 SK)
2008년 채병용
2009년 고효준
- 연도별 월간 최다승 (2009시즌 까지)

2000년
10월 정수찬 (당시 SK) · 콜 (당시 SK) 2승
2001년
10월 이승호 1승
2003년
5월 정대현 · 채병용 4승. 6월 김원형 4승. 7월 제춘모 3승. 10월 엄정욱 1승
2004년
7월 엄정욱 4승
2005년
7월 크루즈 (당시 SK) 4승
2006년
4월 김원형 3승. 8월 채병용 5승
2007년
4월 레이번 (당시 SK) 4승. 7월 레이번 (당시 SK) 3승. 8월 채병용 3승. 10월 김광현 1승
2008년
3월 정대현 1승. 4월 김광현 5승. 6월 김광현 4승. 9월 김광현 4승. 10월 김원형 1승
2009년
5월 김광현 · 송은범 4승. 9월 글로버 4승
- 10승 미만 구단 최다승 투수

2002년 제춘모 · 조웅천 9승
2006년 정대현 · 신승현 8승
- 연도별 최소 경기 10승

2008년 김광현 (개인 16경기. 팀 67경기). 19세 11개월. 최종 16승 (1위)
2009년 김광현 (개인 15경기. 팀 73경기). 20세 11개월 5일. 최종 12승 (공동 9위)
- 동명이인 선발 맞대결

2003년 7월 1일 문학 LG전. (LG 이승호 승 / SK 이승호 승)
2004년 5월 11일 문학 LG전. (SK 이승호 승 / LG 이승호 패)
- 동명이인 같은 날 승리

2002년 6월 16일. 대구 삼성전. SK 이승호 구원승 / 청주 한화전. LG 이승호 구원승
2004년 8월 12일. 문학 현대전. SK 이승호 선발승 / 잠실 한화전. LG 이승호 선발승
- 연도별 최소 경기 20세이브

2003년 6월 25일. 조웅천 (개인 31경기. 팀 64경기)
- 더블헤더 연속 세이브

조웅천 (2001년 5월 23일. 인천 두산전). 통산 22번째
채병용 (2002년 7월 3일. 사직 롯데전). 통산 25번째
조웅천 (2003년 6월 25일. 문학 두산전). 통산 31번째
- 연속시즌 두자릿수 세이브

정대현. 4시즌 (2006년 - 2009년. 진행 중)
- 연도별 200이닝 이상 투수

2001년 에르난데스 (당시 SK) 223 2/3이닝. 이승호 220 2/3이닝
- 연도별 최소 경기 100탈삼진

2001년 17경기. 에르난데스 (당시 SK. 6월 27일. 인천 LG전). 30세 11일
- 연도별 최소 경기 200탈삼진

2001년 32경기. 에르난데스 (당시 SK. 9월 22일. 인천 현대전)
- 연속타자 탈삼진

9타자. 전병두 (2009년 5월 23일. 문학 두산전). 프로 통산 3번째. 프로 통산 역대 2위
- 한 이닝 최소투구 탈삼진

10구. 조규제 (당시 SK. 2002년 5월 9일. 대구 삼성전). 프로 통산 9번째. 프로 통산 역대 2위
10구. 엄정욱 (2004년 4월 27일. 잠실 LG전). 프로 통산 12번째. 프로 통산 역대 2위
10구. 정우람 (2005년 4월 28일. 광주 KIA전). 프로 통산 14번째. 프로 통산 역대 2위
10구. 조웅천 (2007년 5월 15일. 잠실 LG전). 프로 통산 16번째. 프로 통산 역대 2위
- 경기 시작후 연속타자 탈삼진

6개. 조규제 (당시 SK. 2001년 9월 12일. 인천 롯데전). 프로 통산 2번째. 프로 통산 역대 공동 1위
5개. 이승호 (2002년 4월 9일. 문학 한화전). 프로 통산 역대 2위
- 투수 최고령 기록

경기 출장. 김정수 (당시 SK. 2003년 10월 2일. 문학 KIA전). 41세 2개월 8일. 프로 통산 역대 2위

#### 타자 기록
- 1000경기 출장

최태원 (당시 SK. 2001년 4월 7일. 대전 한화전). 30세 8개월 8일. 프로 통산 37번째
조원우 (당시 SK. 2004년 7월 24일. 문학 KIA전). 33세 3개월 16일. 프로 통산 61번째
김태균 (당시 SK. 2005년 4월 30일. 문학 두산전). 33세 8개월 11일. 프로 통산 67번째
정경배 (당시 SK. 2005년 6월 25일. 문학 삼성전). 31세 4개월 5일. 프로 통산 68번째
이호준 (2007년 7월 22일. 사직 롯데전). 31세 5개월 14일. 프로 통산 78번째
이진영 (당시 SK. 2008년 4월 19일. 잠실 두산전). 27세 10개월 4일. 프로 통산 82번째
- 1500경기 출장

김민재 (당시 SK. 2004년 8월 24일. 문학 LG전). 31세 7개월 21일. 프로 통산 5번째
김기태 (당시 SK. 2005년 4월 15일. 대구 삼성전). 35세 10개월 23일. 프로 통산 7번째
박경완 (2006년 4월 18일. 문학 LG전). 33세 9개월 7일. 프로 통산 8번째
김재현 (2008년 6월 22일. 문학 삼성전). 32세 9개월 20일. 프로 통산 15번째
박재홍 (2009년 4월 25일. 문학 히어로즈전). 35세 7개월 18일. 프로 통산 19번째
- 2000경기 출장

박경완 (2010년 9월 3일. 잠실 두산전). 38세 1개월 22일. 프로 통산 5번째. 포수로는 역대 두 번째
- 300홈런

박재홍 (2012년 10월 3일. 잠실 LG전). 1794경기. 39세 26일. 프로 통산 7번째. 최고령 기록
- 1000안타

김성래 (당시 SK. 2000년 5월 5일. 수원 현대전). 1264경기. 39세 1개월 12일. 프로 통산 22번째. 최고령 기록
최태원 (당시 SK. 2001년 5월 9일. 마산 롯데전. DH1). 1026경기. 30세 8개월 20일. 프로 통산 23번째
김민재 (당시 SK. 2004년 7월 21일. 문학 두산전). 1477경기. 31세 6개월 18일. 프로 통산 42번째
박경완 (2005년 5월 3일. 대전 한화전). 1403경기. 32세 9개월 22일. 프로 통산 44번째
정경배 (당시 SK. 2007년 6월 20일. 사직 롯데전). 1197경기. 33세 4개월. 프로 통산 49번째
이진영 (당시 SK. 2008년 5월 20일. 제주 히어로즈전). 1023경기. 27세 11개월 5일. 프로 통산 55번째
이호준 (2009년 4월 30일. 잠실 두산전). 1071경기. 33세 2개월 22일. 프로 통산 57번째
- 1500안타

박재홍 (2008년 6월 29일. 문학 한화전). 1430경기. 34세 9개월 22일. 프로 통산 10번째
김재현 (2008년 8월 31일. 대전 한화전). 1524경기. 32세 10개월 29일. 프로 통산 11번째
- 1500루타

김민재 (당시 SK. 2005년 6월 14일. 수원 현대전). 1585경기. 32세 5개월 11일. 프로 통산 44번째
이호준 (2005년 7월 8일. 문학 LG전). 898경기. 29세 5개월. 프로 통산 46번째
정경배 (당시 SK. 2007년 6월 20일. 사직 롯데전). 1197경기. 33세 4개월. 프로 통산 50번째
이진영 (당시 SK. 2008년 5월 10일. 대구 삼성전). 1016경기. 27세 10개월 26일. 프로 통산 53번째
- 2000루타

박재홍 (2005년 6월 4일. 잠실 LG전). 1064경기. 31세 8개월 28일. 프로 통산 16번째
박경완 (2005년 7월 22일. 사직 롯데전). 1453경기. 33세 11일. 프로 통산 18번째
김재현 (2005년 8월 9일. 문학 LG전). 1224경기. 29세 10개월 7일. 프로 통산 19번째
- 2500루타

김기태 (당시 SK. 2004년 8월 21일. 군산 KIA전). 1463경기. 35세 2개월 29일. 프로 통산 4번째
박재홍 (2008년 3월 30일. 문학 LG전). 1372경기. 34세 6개월 23일. 프로 통산 7번째
박경완 (2009년 5월 7일. 사직 롯데전). 1852경기. 36세 9개월 26일. 프로 통산 11번째
김재현 (2009년 9월 8일. 광주 KIA전). 1651경기. 33세 11개월 6일. 프로통산 14번째
- 3000루타

박재홍 (2012년 10월 6일. 문학 롯데전). 1797경기. 39세 29일. 프로 통산 5번째. 최고령 기록
- 200 2루타

박재홍 (2005년 4월 28일. 광주 KIA전). 1043경기. 31세 7개월 21일. 프로 통산 29번째
박경완 (2006년 8월 6일. 문학 롯데전). 1570경기. 34세 26일. 프로 통산 32번째
정경배 (당시 SK. 2007년 9월 15일. 문학 현대전). 1249경기. 33세 6개월 26일. 프로 통산 36번째
- 250 2루타

김기태 (당시 SK. 2002년 4월 23일. 청주 한화전). 1184경기. 32세 11개월. 프로 통산 3번째
김재현 (2007년 5월 18일. 문학 현대전). 1388경기. 31세 7개월 16일. 프로 통산 14번째
박재홍 (2007년 7월 26일. 문학 현대전). 1338경기. 33세 10개월 9일. 프로 통산 16번째
박경완 (2009년 6월 5일. 대전 한화전). 1873경기 36세 10개월 25일. 프로 통산 19번째
- 500득점

김경기 (당시 SK. 2000년 8월 30일. 인천 두산전). 1118경기. 32세 4개월 25일. 프로 통산 22번째
최태원 (당시 SK. 2001년 4월 29일. 잠실 두산전). 1019경기. 30세 8개월 10일. 프로 통산 23번째
김민재 (당시 SK. 2005년 4월 12일. 잠실 LG전). 1535경기. 32세 3개월 9일. 프로 통산 42번째
이호준 (2005년 7월 13일. 청주 한화전). 902경기. 29세 5개월 5일. 프로 통산 45번째
정경배 (당시 SK. 2007년 6월 23일. 문학 LG전). 1199경기. 33세 4개월 3일. 프로 통산 52번째
이진영 (당시 SK. 2008년 4월 12일. 목동 히어로즈전). 994경기. 27세 9개월 27일. 프로 통산 53번째
- 600득점

박경완 (2004년 6월 13일. 문학 롯데전). 1305경기. 31세 11개월 2일. 프로 통산 23번째
이호준 (2009년 6월 6일. 대전 한화전). 1101경기. 33세 3개월 29일. 프로 통산 37번째
- 700득점

김기태 (당시 SK. 2002년 6월 19일. 문학 LG전). 1207경기. 33세 26일. 프로 통산 8번째
박재홍 (2005년 7월 23일. 사직 롯데전). 1093경기. 31세 10개월 16일. 프로 통산 16번째
김재현 (2006년 5월 21일. 수원 현대전). 1281경기. 30세 7개월 19일. 프로 통산 19번째
박경완 (2006년 5월 23일. 잠실 LG전). 1524경기. 33세 10개월 12일. 프로 통산 20번째
- 800득점

김기태 (당시 SK. 2004년 8월 25일. 문학 LG전). 1465경기. 35세 3개월 2일. 프로 통산 5번째
박재홍 (2007년 5월 4일. 수원 현대전). 1279경기. 33세 7개월 27일. 프로 통산 9번째
박경완 (2008년 5월 14일. 문학 두산전). 1760경기. 35세 10개월 3일. 프로 통산 13번째. 최고령 기록
김재현 (2009년 4월 10일. 목동 히어로즈전). 1553경기. 33세 6개월 8일. 프로 통산 14번째
- 900득점

박재홍 (2008년 9월 7일. 잠실 LG전). 1460경기. 35세. 프로 통산 5번째
- 500타점

이호준 (2005년 6월 4일. 잠실 LG전). 870경기. 29세 3개월 27일. 프로 통산 41번째
정경배 (당시 SK. 2007년 7월 27일. 대전 한화전). 1221경기. 33세 5개월 7일. 프로 통산 49번째
- 600타점

김동수 (당시 SK. 2002년 5월 23일. 문학 현대전). 1295경기. 33세 6개월 26일. 프로 통산 15번째
박경완 (2003년 8월 1일. 대전 한화전). 1208경기. 31세 4개월 20일. 프로 통산 19번째
이호준 (2007년 7월 20일. 사직 롯데전). 998경기. 31세 5개월 12일. 프로 통산 29번째
- 700타점

박경완 (2005년 4월 22일. 사직 롯데전). 1394경기. 32세 9개월 11일. 프로 통산 13번째
김재현 (2005년 7월 27일. 잠실 LG전). 1215경기. 29세 9개월 25일. 프로 통산 14번째
- 800타점

김기태 (당시 SK. 2002년 6월 19일. 문학 LG전). 1207경기. 33세 27일. 프로 통산 4번째
박재홍 (2006년 5월 18일. 문학 한화전). 1163경기. 32세 8개월 11일. 프로 통산 8번째
박경완 (2007년 4월 25일. 마산 롯데전). 1619경기. 34세 9개월 14일. 프로 통산 10번째
김재현 (2008년 5월 27일. 광주 KIA전). 1481경기. 32세 7개월 25일. 프로 통산 13번째
- 900타점

김기태 (당시 SK. 2004년 8월 15일. 문학 한화전). 1461경기. 35세 2개월 23일. 프로 통산 4번째
박재홍 (2007년 8월 24일. 문학 LG전). 1352경기. 33세 11개월 17일. 프로 통산 7번째
박경완 (2009년 4월 23일. 문학 롯데전). 1839경기. 36세 9개월 11일. 프로 통산 8번째. 최고령 기록
- 1000타점

박재홍 (2009년 5월 19일. 대구 삼성전). 1520경기. 35세 8개월 12일. 프로 통산 5번째
- 200도루

박재홍 (2005년 7월 23일. 사직 롯데전<이상목-최기문>). 1093경기. 31세 10개월 16일. 프로 통산 11번째
- 1000 사사구

김재현 (2009년 9월 8일. 광주 KIA전). 프로통산 3번째
- 연도별 최소 경기 100안타

2003년 76경기. 이진영 (당시 SK. 7월 10일. 잠실 두산전)
- 연도별 3할 타자

2000년. 브리또 (당시 SK. 0.338. 3위)
2001년. 에레라 (당시 SK. 0.340. 3위). 브리또 (당시 SK. 0.320. 10위)
2002년. 이진영 (당시 SK. 0.308. 8위)
2003년. 이진영 (당시 SK. 0.328. 5위)
2004년. 이진영 (당시 SK. 0.342. 2위). 김기태 (당시 SK. 0.320. 6위)
2005년. 김재현 (0.315. 4위). 박재홍 (0.304. 7위)
2007년. 정근우 (0.323. 4위). 이호준 (0.313. 8위)
2008년. 최정 (0.328. 3위). 박재홍 (0.318. 6위). 정근우 (0.314. 9위)
2009년. 정근우 (0.350. 5위)
- 연도별 전 경기 출장

2000년 133경기. 최태원 (당시 SK)
2001년 133경기. 최태원 (당시 SK)
2003년 133경기. 이호준
2004년 133경기. 이호준
2005년 126경기. 정경배
2009년 133경기. 박재상
- 최고령 타자 출장 (2009시즌 까지)

안경현 (2009년 9월 20일. 문학 한화전). 39세 7개월 7일. 프로 통산 역대 8위
김성래 (당시 SK. 2000년 5월 28일. 수원 현대전). 38세 5개월 25일. 프로 통산 역대 15위
- 최고령 타자 안타 (2009시즌 까지)

안경현 (2009년 9월 3일. 잠실 두산전). 39세 6개월 21일. 프로 통산 역대 7위
김성래 (당시 SK. 2000년 5월 23일. 사직 롯데전). 38세 5개월 20일. 프로 통산 역대 14위
- 최고령 타자 홈런 (2009시즌 까지)

안경현 (2009년 9월 3일. 잠실 두산전). 39세 6개월 21일. 프로 통산 역대 5위
김성래 (당시 SK. 2000년 5월 23일. 사직 롯데전). 38세 5개월 20일. 프로 통산 역대 10위
- 단독 홈 도루

박재홍 (2005년 8월 27일. 문학 삼성전 4회). 프로 통산 20번째
김강민 (2007년 8월 16일. 문학 삼성전 7회). 프로 통산 21번째
정근우 (2009년 8월 28일. 대구 삼성전 4회). 프로 통산 23번째
- 연속경기 출장

1014경기. 최태원 (당시 SK. 1995년 4월 16일. 광주 해태전 - 2002년 9월 8일. 문학 현대전)
- 연속경기 안타

28경기. 박재홍 (2008년 4월 29일. 대전 한화전 - 2008년 6월 1일. 대구 삼성전). 프로 통산 역대 3위
- 연속 시즌 40도루 이상

정근우 (2008년 - 2009년)
- 한 경기 최다안타

채종범 (당시 SK. 2002년 5월 29일. 대구 삼성전) 6타수 6안타. 프로 통산 2번째
정근우 (2008년 5월 1일. 문학 LG전) 6타수 6안타. 프로 통산 7번째
- 한 경기 최다4구

이호준 (2012년 5월 20일, 대전 한화전) 6개. 프로 통산 1번째
- 최다 연속타석 안타

김민재 (당시 SK. 2004년 9월 16일 - 9월 19일) 9연타석 안타. 프로 통산 1번째
- 한 시즌 최다 실책

페르난데스 (당시 SK) 2002년 24개.
- 포스트시즌 최다 연타석 출루

박정권 (2011년 10월 9일-12일. 준플레이오프 KIA전 2-4차전) 11연타석 출루. 프로 통산 1번째

#### 홈런 기록
- 100홈런

조경환 (당시 SK. 2003년 6월 5일. 대전 한화전). 589경기. 30세 9개월 8일. 프로 통산 36번째
이호준 (2003년 7월 2일. 문학 LG전). 640경기. 27세 4개월 24일. 프로 통산 38번째
이진영 (당시 SK. 2007년 7월 7일. 문학 롯데전). 948경기. 27세 22일. 프로 통산 47번째
정경배 (2008년 5월 14일. 문학 두산전). 1267경기. 34세 2개월 24일. 프로 통산 50번째
- 150홈런

이호준 (2004년 10월 1일. 문학 두산전). 833경기. 28세 7개월 23일. 프로 통산 18번째
김재현 (2005년 6월 19일. 대구 삼성전). 1188경기. 29세 8개월 17일. 프로 통산 19번째
- 200홈런

박경완 (2003년 6월 18일. 문학 KIA전). 1181경기. 30세 11개월 7일. 프로 통산 9번째
이호준 (2009년 7월 31일. 잠실 두산전). 1121경기. 33세 5개월 23일. 프로 통산 14번째
- 200홈런 - 200도루

박재홍 (2005년 7월 24일. 부산 롯데전). 프로 통산 1번째
- 250홈런

박경완 (2005년 8월 3일. 대구 삼성전). 1461경기. 33세 23일. 프로 통산 7번째
박재홍 (2007년 7월 8일. 문학 롯데전). 1329경기. 33세 10개월 1일. 프로 통산 8번째
- 300홈런

박경완 (2010년 4월 30일. 문학 LG전). 프로 통산 5번째. 포수 최초.
- 250홈런 - 250도루

박재홍 (2009년 4월 23일 문학 롯데전). 프로 통산 1번째
- 인사이드 더 파크 홈런(그라운드 홈런)

조원우 (당시 SK. 2001년 7월 28일. 대전 한화전. 투수 지승민. 7회 3점). 프로 통산 52번째
안치용 (2012년 4월 15일. 문학 한화전. 투수 유창식. 6회 3점). 프로 통산 71번째
- 대타 만루홈런

잉글린 (당시 SK. 2002년 8월 21일. 문학 LG전. 투수. 최향남 6회 말). 프로 통산 22번째
박재홍 (2007년 7월 8일. 문학 롯데전. 투수 카브레라 8회 말). 프로 통산 26번째
김재현 (2008년 5월 27일. 광주 KIA전. 투수 임준혁 12회 초). 프로 통산 27번째
- 두 경기 연속 만루 홈런

박재홍 (2008년 5월 28일 - 5월 29일. 광주 KIA전). 프로 통산 3번째
- 대타 인사이드 더 파크 홈런

조원우 (당시 SK. 2001년 4월 8일. 대전 한화전. 투수 지승민. 7회 3점). 프로 통산 4번째
- 3타자 연속 홈런

최태원(당시 SK) - 윤재국(당시 SK) - 조원우(당시 SK). (2001년 5월 23일. 인천 두산전. DH1). 프로 통산 11번째
- 3연타석 홈런

박경완 (2007년 6월 3일. 문학 현대전). 프로 통산 24번째
- 연속경기 홈런

6경기.
이호준 (2003년 8월 14일. 문학 두산전 - 2003년 8월 19일. 대구 삼성전.DH2). 6홈런. 프로 통산 3번째. 프로 통산 역대 공동 1위
- 경기 최다 홈런

3개. 이진영 (당시 SK. 2005년 8월 6일. 광주 KIA전). 박경완 (2007년 6월 3일. 문학 현대전)
- 1회초 선두타자 초구 홈런

정근우 (2008년 9월 28일. 목동 히어로즈전. 투수 이현승). 프로 통산 22번째
- 1회말 선두타자 초구 홈런

이진영 (당시 SK. 2003년 8월 16일. 문학 KIA전. 투수 최상덕). 프로 통산 30번째
박재홍 (2009년 8월 27일. 문학 두산전. 투수 세데뇨). 프로 통산 42번째
- 통산 최다 만루홈런 (2008시즌 까지)

10개. 박재홍. 프로 통산 역대 2위
9개. 김기태 (은퇴시 SK). 프로 통산 역대 3위
8개. 안경현
6개. 박경완. 김재현
4개. 이호준. 정경배
- 통산 최다 대타 홈런

7개. 김재현
6개. 이호준
5개. 김성래 (은퇴시 SK). 최익성 (은퇴시 SK)
4개. 박연수 (은퇴시 SK). 박재홍
- 연도별 최다 대타 홈런

2000년 2개. 이동수 (당시 SK)
2002년 2개. 김기태 (당시 SK)
2006년 3개. 김재구 (당시 SK)
2007년 2개. 김재현
2008년 4개. 김재현
- 연도별 최다 만루홈런

2008년 2개. 박재홍
- 통산 최다 1회초 선두타자 홈런

4개. 최익성 (은퇴시 SK) · 박재홍
3개. 정경배 · 정근우
- 통산 최다 1회말 선두타자 홈런 (2008시즌 까지)

9개. 박재홍
5개. 최익성 (은퇴시 SK). 프로 통산 역대 6위
- 통산 최다 연타석 홈런 (2009시즌 까지)

14개. 박경완
12개. 이호준
11개. 박재홍
8개. 김기태 (은퇴시 SK)
- 연도별 최소경기 10홈런

2004년 12경기. 박경완 (6월 25일 개인 12경기. 팀 12경기). 프로 통산 최소 경기
- 프로 야구 통산 18,000홈런

최정 (2007년 4월 27일. 문학 LG전. 투수 김민기. 2점)
- 팀 사이클링 홈런

2003년 6월 5일. 대전 한화전. 프로 통산 역대 7번째
이호준 1회 3점. 이진영 (당시 SK) 3회 1점. 이호준 3회 1점. 김기태 (당시 SK) 3회 2점. 조경환 (당시 SK) 4회 4점
2009년 9월 8일. 광주 KIA전. 프로 통산 역대 12번째
박재홍 1회 1점. 박정권 2회 1점. 김재현 8회 4점. 정상호 8회 2점. 이호준 9회 3점
- 월별 최다 홈런 (2009시즌 까지)

2002년
8월 페르난데스 8홈런
2003년
7월 이호준 9홈런. 8월 이호준 11홈런
2004년
4월 박경완 13홈런. 6월 이호준 8홈런. 7월 박경완 9홈런. 8월 이호준 7홈런. 9월 박경완 4홈런. 10월 이호준 2홈런
2005년
6월 이호준 11홈런. 7월 이진영 8홈런
2008년
6월 최정 6홈런 10월 김동건 1홈런
2009년
9월 박정권 8홈런
- 연도별 팀 월간 최다 홈런

2002년
8월 27홈런
2004년
8월 26홈런
2005년
6월 37홈런. 8월 24홈런
2006년
4월 17홈런. 7월 11홈런
2007년
6월 31홈런
2008년
6월 22홈런. 8월 8홈런
2009년
9월 32홈런
- 연도별 최소 경기 팀 100홈런

2007년 9월 8일. 문학 한화전. 팀 114경기
- 구장별 개인 시즌 및 통산 최다 홈런 (2009시즌 까지)

문학
통산 최다 기록. 이호준 73개
시즌 최다 기록. 2002년 페르난데스 (당시 SK). 20개
인천
통산 최다 기록. 김경기 (은퇴시 SK) 79개
군산
통산 최다 기록. 김기태 (은퇴시 SK) 12개
전주
통산 최다 기록. 김기태 (은퇴시 SK) 80개
- 연속 시즌 10홈런 달성

14시즌. 박경완 (1994년 - 2007년). 프로 통산 역대 2위
- 연속 시즌 20홈런 달성

4시즌. 이호준 (2002년 - 2005년)
- 연속 시즌 30홈런 달성

2시즌. 이호준 (2003년 - 2004년). 프로 통산 역대 공동 4위

#### 끝내기 기록
- 통산 끝내기 안타 최다 기록

6개. 김기태 (은퇴시 SK). 프로 통산 역대 공동 11위
5개. 안경현. 프로 통산 역대 공동 17위
- 대타 끝내기 안타

최익성 (당시 SK. 2005년 9월 18일. 문학 LG전. 투수 김민기). 9회 말 2사 1 3루. 좌월 3점 홈런. 프로 통산 43번째
정경배 (2006년 8월 5일. 문학 롯데전. 투수 이정훈). 12회 말 1사 2루. 우중간 안타. 프로 통산 44번째
정상호 (2008년 3월 29일. 문학 LG전. 투수 우규민). 11회 말 무사. 좌월 솔로 홈런. 프로 통산 47번째
- 대타 끝내기 홈런

최익성 (당시 SK. 2005년 9월 18일. 문학 LG전. 투수 김민기). 9회 말 2사 1 3루. 프로 통산 10번째
정상호 (2008년 3월 29일. 문학 LG전 투수 우규민). 11회말 무사. 프로 통산 11번째. 개막전 대타 끝내기 홈런 1번째
- 역전 끝내기 홈런

최익성 (당시 SK. 2005년 9월 18일. 문학 LG전. 투수 김민기). 9회 말 무사 1 3루. 좌월 3점 홈런. 프로 통산 19번째
- 통산 최다 끝내기 홈런

4개. 박경완. 프로 통산 역대 공동 5위
3개. 안경현. 프로 통산 역대 공동 10위
- 끝내기 폭투

얀 (당시 SK. 2008년 10월 2일. 광주 KIA전. 포수 박경완. 타자 이호신). 10회 말 1사 3루. 프로 통산 18번째
- 끝내기 포일

최정 (2009년 6월 25일. 광주 KIA전. 포수 정상호. 타자 김형철). 12회 말 무사 1 3루. 프로 통산 6번째
- 끝내기 밀어내기 四球

2001년 4월 24일. 브리또 (당시 SK. 인천 한화전. 투수 김정수). 9회 말 2사 만루. 프로 통산 20번째
2006년 4월 18일. 이대수 (당시 SK. 문학 LG전. 투수 정재복). 12회 말 2사 만루. 프로 통산 31번째
- 끝내기 희생플라이

2003년 6월 14일. 이대수 (당시 SK. 문학 한화전. 투수 박정진). 10회 말 1사 3루. 프로 통산 32번째
- 끝내기 실책

2000년 5월 24일. 윤재국 (당시 SK. 좌익수. 사직 롯데전. 투수 콜. 타자 박경진). 9회 말 1사 1 2루. 프로 통산 43번째
2001년 8월 9일. 최태원 (당시 SK 2루수. 광주 KIA전. 투수 조웅천. 타자 이종범). 10회 말 무사 만루. 프로 통산 47번째
2007년 8월 3일. 최정 (3루수. 대구 삼성전. 투수 정대현. 타자 신명철). 9회 말 1사 1 2루. 프로 통산 55번째
- 끝내기 스퀴즈

2008년 7월 23일. 나주환 (문학 롯데전. 투수 허준혁). 9회말 1사 1 3루. 프로 통산 21번째
- 끝내기 내야땅볼

2001년 7월 23일. 양현석 (당시 SK. 인천 한화전. 투수 송진우). 9회 말 1사 2 3루. 프로 통산 7번째

#### 신인선수 기록
- 신인 10승 이상

이승호 (고졸 · 2000년. 10승 12패 9세이브). 최우수 신인
- 연도별 신인 최다 세이브

2000년 이승호. 9세이브
2003년 송은범. 4세이브
- 연도별 신인 최다 안타

2000년 채종범 (고졸 · 당시 SK). 113안타. 시즌 최종 32위
- 연도별 신인 최다 홈런

2000년 채종범 (고졸 · 당시 SK). 8홈런. 시즌 최종 41위

#### 외국인선수 기록
- 외국인 선수 통산 최다 승리

22승. 레이번 (당시 SK. 2007년 - 2008년)
- 외국인 선수 시즌 최다 승리

17승. 레이번 (당시 SK. 2007년). 시즌 공동 2위
14승. 에르난데스 (당시 SK. 2001년). 시즌 공동 3위
12승. 로마노 (당시 SK. 2007년). 시즌 공동 5위
- 외국인선수 시즌 최다 완투승

3완투승. 에르난데스 (당시 SK. 2001년)
- 외국인선수 시즌 최다 완투

4완투. 에르난데스 (당시 SK. 2001년)
- 외국인선수 시즌 최다 세이브

16세이브. 카브레라 (당시 SK. 2006년). 시즌 공동 7위
- 외국인선수 최다 연승

7연승
크루즈 (당시 SK. 2005년 7월 7일. 사직 롯데전 - 2005년 8월 20일. 수원 현대전)
레이번 (당시 SK. 2007년 4월 11일. 문학 삼성전 - 2007년 5월 26일. 문학 KIA전)
- 외국인선수 시즌 최다 탈삼진

215탈삼진
에르난데스 (당시 SK. 2001년). 시즌 1위. 프로 통산 1위
- 외국인선수 경기 최다 탈삼진

13탈삼진
에르난데스 (당시 SK. 2001년 8월 30일 대전 한화전). 프로 통산 공동 1위
12탈삼진
글로버 (2009년 8월 25일. 문학 두산전)
11탈삼진
에르난데스 (당시 SK. 2001년 6월 27일 인천 LG전 · 2002년 4월 10일 문학 한화전 · 2002년 4월 28일 문학 롯데전)
레이번 (당시 SK. 2007년 6월 16일. 문학 두산전)
- 외국인선수 시즌 최다 홈런

45개. 페르난데스 (당시 SK. 2002년). 시즌 3위. 프로 통산 공동 1위
- 외국인선수 연속경기 안타

18경기. 에레라 (당시 SK. 2001년 5월 18일. 인천 롯데전 - 2001년 6월 15일. 인천 한화전). 프로 통산 역대 1위
16경기. 브리또 (당시 SK. 2000년 9월 5일. 인천 롯데전 - 2001년 4월 6일. 인천 LG전).
- 외국인선수 연속경기 홈런

4경기. 페르난데스 (당시 SK. 2002년 8월 1일. 광주 KIA전 - 2002년 8월 4일. 대전 한화전)
- 외국인선수 연속경기 타점

9경기
브리또 (당시 SK. 2000년 7월 9일. 잠실 두산전 - 2000년 7월 26일 잠실 LG전)
브리또 (당시 SK. 2001년 9월 10일. 대전 한화전 - 2001년 9월 19일 잠실 LG전)

#### 기타 기록
- 감독 1500경기 출장

강병철 (당시 SK. 2001년 6월 5일. 잠실 LG전). 712승 756패 23무. 54세 9개월 24일. 프로 통산 3번째
- 감독 2000경기 출장

김성근 (2009년 5월 10일. 문학 히어로즈전). 1038승 909패 53무. 66세 4개월 27일. 프로 통산 2번째
- 감독 700승

강병철 (당시 SK. 2001년 4월 26일. 인천 한화전). 1466경기. 54세 8개월 14일. 프로 통산 4번째
- 감독 1000승

김성근 (2008년 9월 3일. 문학 히어로즈전). 프로 통산 2번째